# Justin Pierce
Justin Charles Pierce (Londra, 21 marzo 1975 – Paradise, 10 luglio 2000) è stato un attore e skater britannico.

## Biografia
Divenuto famoso come skater facendo parte della crew originale di Supreme New York e per aver interpretato il ruolo di Casper nel controverso film Kids del 1995 di Larry Clark. Trasferitosi a Los Angeles per proseguire la sua carriera da attore conosce la stylist Gina Rizzo con cui si sposó dal 1999-2000. Arrestato più volte per possesso di droga e caduto in depressione viene trovato morto impiccato a soli 25 anni. 

## Filmografia parziale

### Cinema
- Kids, regia di Larry Clark (1995)
- Nothing to Believe In, regia di Samuel Bayer - cortometraggio (1996)
- A Brother's Kiss, regia di Seth Zvi Rosenfeld (1997)
- Too Pure, regia di Sunmin Park (1998)
- Wild Horses, regia di Soleil Moon Frye e Meeno Peluce (1998)
- Myth America, regia di Galt Niederhoffer (1998)
- Congiura mortale (Out in Fifty), regia di Bojesse Christopher e Scott Anthony Leet (1999)
- I'll Take You There, regia di Adrienne Shelly (1999)
- Freak Weather, regia di Mary Kuryla (1999)
- Pigeonholed, regia di Michael Swanhaus (1999)
- The Big Tease, regia di Kevin Allen (1999)
- Next Friday, regia di Steve Carr (2000)
- BlackMale, regia di George Baluzy e Mike Baluzy (2000)
- King of the Jungle, regia di Seth Zvi Rosenfeld (2000)
- Looking for Leonard, regia di Matt Bissonnette e Steven Clark (2002) Postumo

### Televisione
- Tempo di riscatto (First Time Felon), regia di Charles S. Dutton – film TV (1997)
- Malcolm (Malcolm in the Middle) – serie TV, 2 episodi (2000)
- This Is How the World Ends, regia di Gregg Araki – film TV (2000)

## Riconoscimenti
- Independent Spirit Awards
  - 1996 – Miglior performance di debutto per Kids